# Alfa Romeo 16C Bimoteur

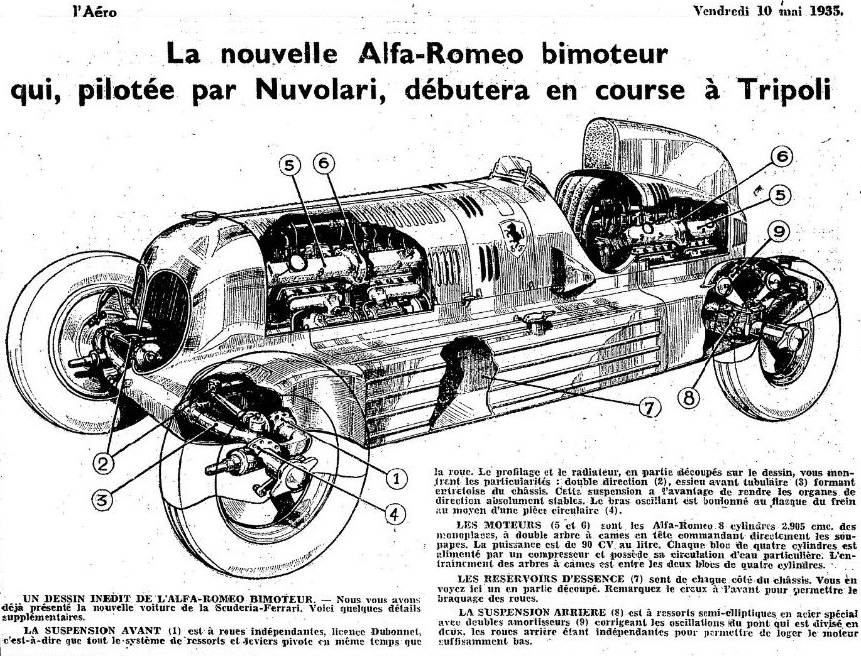
L'Alfa Romeo Bimotore en 1935.

L'Alfa Romeo 16C Bimoteur est une voiture de course fabriquée par le constructeur italien Alfa Romeo entre 1935 et 1936.

## Histoire
La Bimoteur (Bimotore, en italien), est née d'une idée d'Enzo Ferrari, à l'époque directeur des courses d'Alfa Romeo, dans le but de contrer la domination d'Auto Union et Mercedes dans les compétitions de « formule libre », que les P3 utilisées à l'époque par la marque italienne ne parvenaient pas à battre.
La solution des deux moteurs a été adoptée par Enzo Ferrari à la suite des exhortations incessantes du régime fasciste, qui n'aimait pas la suprématie allemande dans les compétitions internationales.
La tâche de concevoir la nouvelle voiture a été donnée en janvier 1935, à l'entraîneur-chef de l'équipe Luigi Bazzi. La conception et la construction de la voiture se firent en seulement quatre mois afin de participer au Grand Prix de Tripoli et au Grand Prix d'Allemagne aussi appelé « AVUS de Berlin ».
En se basant sur le châssis de l'ancienne P3, ont été placés deux 8-cylindres, un devant et un derrière le pilote, associés à un long arbre relié à une seule boîte de vitesses et un embrayage unique. Le mouvement est transmis aux roues arrière par l'intermédiaire de deux arbres secondaires.
Un premier prototype a été préparé pour un test, effectué sur l'autoroute Brescia-Bergame le 10 avril 1935. La difficulté d'exploitation de la puissance énorme (540 ch) et l'équilibre précaire de la transmission sur les roues ont été immédiatement remarqués lors du test, mais l'équipe ne disposait pas d'assez de temps pour expérimenter et trouver d'autres solutions.
Le 12 mai 1935, trois Bimotore ont été engagées dans le Grand Prix de Tripoli 1935, confiées à Tazio Nuvolari, Louis Chiron et Raymond Sommer[réf. nécessaire] qui sont arrivés, respectivement, quatrième, cinquième et sixième, avec un grand écart par rapport aux Mercedes de Rudolf Caracciola et Luigi Fagioli et à l'Auto Union de Achille Varzi. Les principaux problèmes rencontrés étaient la difficulté en sortie virages à cause de la difficulté de doser la puissance, en plus d'une forte instabilité dans les lignes droites qui ne permettait pas d'exploiter pleinement les capacités des moteurs.
Dans une tentative de donner une plus grande flexibilité d'utilisation, la cylindrée fut augmentée de 5 810 à 6 330 cm3, juste à temps pour courir au Ve Internationales Avusrennen à Berlin le 26 mai 1935, avec trois voitures pilotées par Nuvolari, Chiron et René Dreyfus. Les modifications apportées n'avaient pas résolu les problèmes rencontrés précédemment et, malgré la longueur des lignes droites de l'AVUS, c'est la Mercedes W25B de Fagioli qui franchit la ligne d'arrivée en tête, suivie par la Bimoteur de Chiron, avec un écart d'une minute et trente secondes. Dreyfus termina sixième et Nuvolari dut abandonner.
Finalement, Nuvolari brisa tout espoir de développement, en disant à Ferrari et Bazzi que la Bimoteur n'était pas un véhicule approprié pour briller dans ce type de courses. Le pilote italien décida ainsi de revenir à l'ancienne et dépassée Type B, jusqu'à ce qu'une meilleure voiture soit développée. Il se montra un bon prophète, en remportant la victoire au 8e Grand Prix d'Allemagne du 28 juillet 1935.
La Bimoteur, cependant, ne pouvait pas être écartée sans avoir réalisé de performances dans quelque domaine que ce soit. Ainsi, il fut décidé d'utiliser l'un des prototypes pour tenter de décrocher le record de vitesse sur le kilomètre et le mile lancés. Sur l'autoroute Firenze-Mare, Nuvolari remporta le record de classe, à la vitesse de 321,428 km/h sur le kilomètre lancé et 323,125 km/h sur le mile lancé. Le « lot de consolation » sportif remporté, la Bimoteur fut finalement abandonnée, pour que l'écurie puisse consacrer toute son énergie au projet et la réalisation de la future Alfa Romeo 158 (Alfetta).

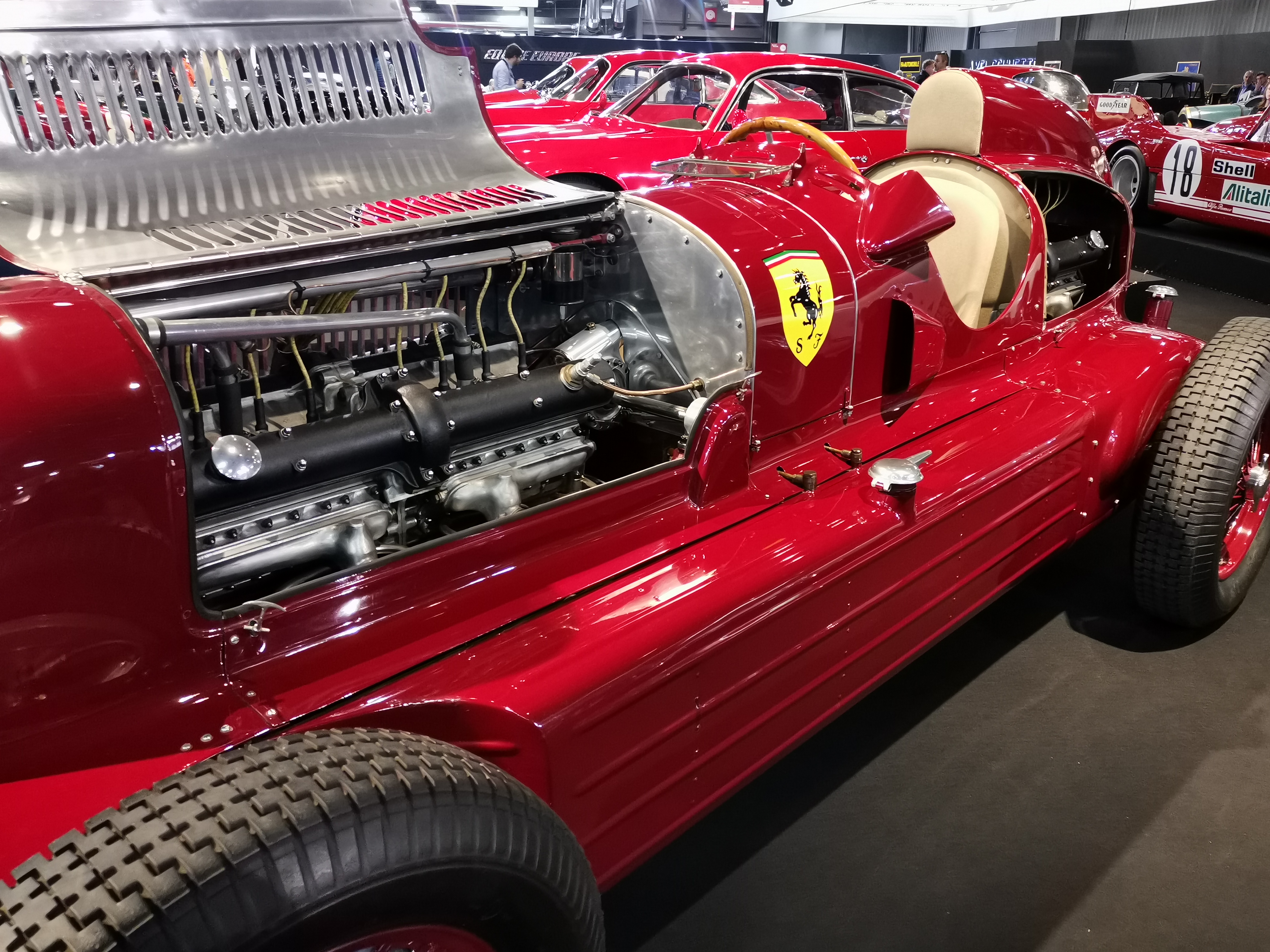
Salon Rétromobile Paris 2020.
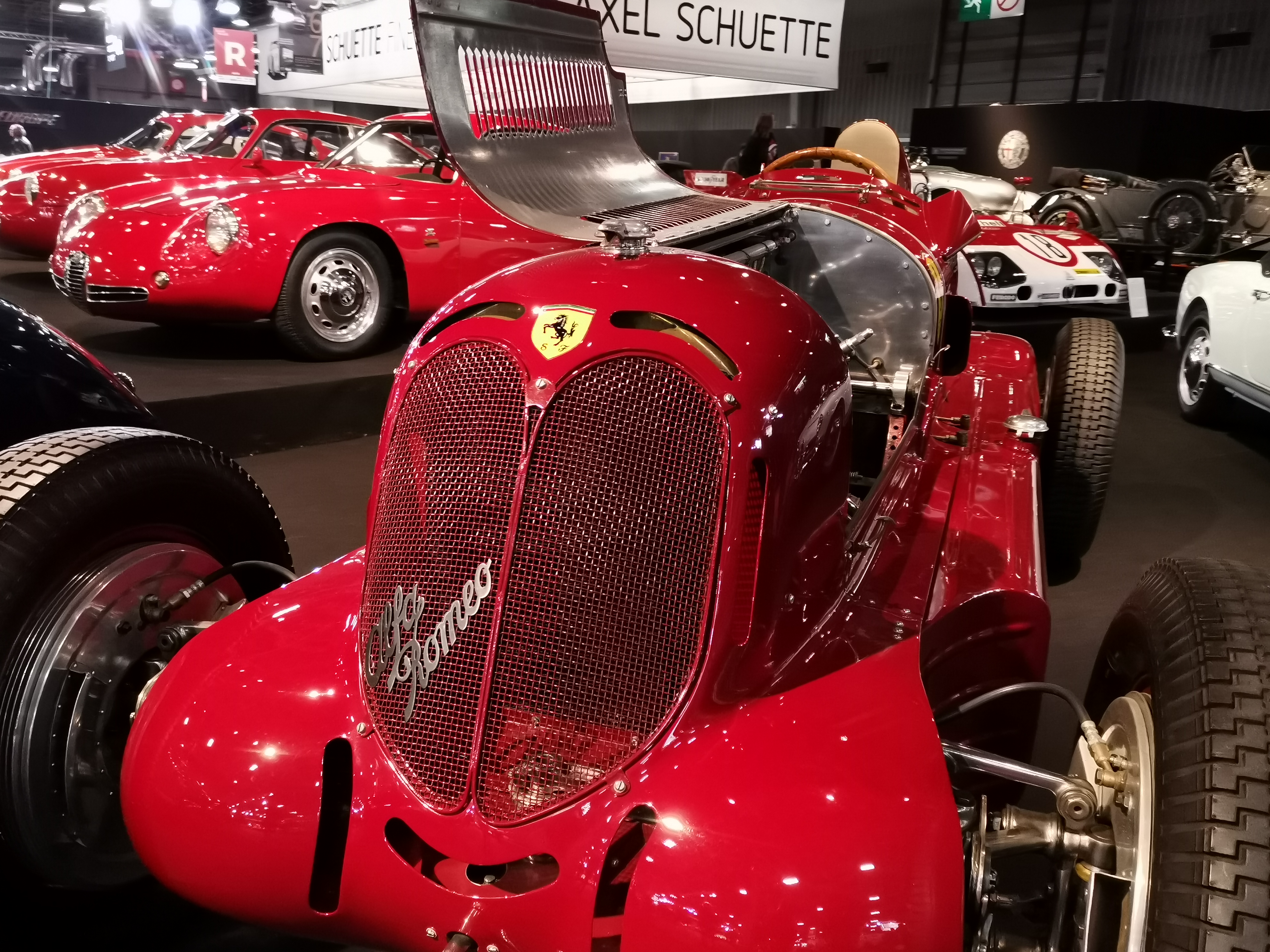
Salon Rétromobile Paris 2020.